# Guilherme Andrade
Guilherme Andrade da Silva (Montes Claros, 31 de janeiro de 1989) é um ex-futebolista brasileiro que atuava como lateral-direito.

## Carreira
Aos 13 anos, deixou sua cidade e foi para Águas de Lindóia para atuar pelo Brasílis. Passou pela base do São Paulo e após a dispensa foi para a Ponte Preta.
Pela Ponte, se destacou no Campeonato Paulista de 2012 e foi contratado por empréstimo de um ano pelo Corinthians. Em dezembro do mesmo ano, o Timão pagou R$ 1 milhão por 50% do atleta. Naquele mesmo ano, seria Campeão Mundial de Clubes, onde atuou contra o Al-Ahly, do Egito, na semifinal, quando substituiu Paolo Guerrero nos minutos finais para segurar a vitória.
No ano seguinte, foi campeão do Paulistão e da Recopa Sul-Americana.
Em janeiro de 2015 foi emprestado ao Sport Recife e já no primeiro treino lesionou o menisco no joelho direito, sendo devolvido ao Corinthians. No segundo semestre, foi emprestado ao Ceará, onde teve nova lesão no joelho. Pelas lesões, ficou quase dois anos parado.
Em maio de 2016, foi emprestado ao Bragantino para a Série B do Campeonato Brasileiro.
No início de 2020, acertou com o Barretos para o Campeonato Paulista da Série A3.

## Títulos
Ponte Preta
- Campeonato Paulista do Interior: 2009

Corinthians
- Copa do Mundo de Clubes da FIFA: 2012[1][17]
- Campeonato Paulista: 2013